# Eleições estaduais no Paraná em 1990
As eleições estaduais no Paraná em 1990 ocorreram em 3 de outubro, como parte das eleições gerais em 26 estados e no Distrito Federal. Foram eleitos o governador Roberto Requião, o vice-governador Mário Pereira e o senador José Eduardo de Andrade Vieira, além de 30 deputados federais e 46 deputados estaduais. Como nenhum candidato a governador atingiu metade mais um dos votos válidos, um segundo turno foi realizado em 25 de novembro e segundo a Constituição, o governador foi eleito para um mandato de quatro anos, com início em 15 de março de 1991.

## Caso Ferreirinha
O episódio mais crítico das eleições de 1990 ocorreu durante o segundo turno das eleições para o governo do Paraná. Roberto Requião disputava a eleição com José Carlos Martinez, então apontado como favorito pelas pesquisas. Uma semana antes da votação, o programa eleitoral gratuito de Roberto Requião cedeu espaço para certo João Ferreira, apresentado como Ferreirinha, que por trás de óculos escuros e boné se identificou como matador de agricultores a serviço da família Martinez. Os eleitores paranaenses então deram a vitória a Roberto Requião.
A farsa foi desmascarada antes da posse, quando a Polícia Federal descobriu que Ferreirinha era, na verdade, o motorista Afrânio Luis Bandeira Costa. Com base na descoberta, o Tribunal Regional Eleitoral do Paraná concluiu que houve crime eleitoral e cassou o mandato de governador de Roberto Requião, que nem sequer havia tomado posse do cargo. Requião recorreu ao Tribunal Superior Eleitoral, obteve a anulação do julgamento e assumiu o cargo. Seis meses antes do final do mandato, em 1994, os ministros do TSE arquivaram o caso, concluindo que havia erros processuais: o processo havia sido aberto apenas contra Roberto Requião, quando deveria ter incluído o vice, Mário Pereira. Quanto a Ferreirinha, nunca mais foi localizado.

## Resultado da eleição para governador

### Primeiro turno
Com informações do Tribunal Superior Eleitoral.
| Candidatos a governador do estado | Candidatos a vice-governador     | Número | Coligação                                            | Votos     | Percentual |
| --------------------------------- | -------------------------------- | ------ | ---------------------------------------------------- | --------- | ---------- |
| José Carlos Martinez PRN          | Augusto de Oliveira Carneiro PFL | 36     | Novo Paraná (PRN, PFL, PDC, PSC)                     | 1.129.191 | 36,00%     |
| Roberto Requião PMDB              | Mário Pereira PMDB               | 15     | Movimento Democrático Trabalhista (PMDB, PMN, PTdoB) | 1.073.926 | 34,24%     |
| José Richa PSDB                   | Euclides Scalco PSDB             | 45     | Frente Paraná Democrático (PSDB, PCB, PCdoB)         | 677.714   | 21,61%     |
| Henrique Pizzolato PT             | Cláudio Antônio Ribeiro PSB      | 13     | Frente Brasil Popular (PT, PSB)                      | 192.264   | 6,13%      |
| Jussara Toledo PST                | Marciano Rubel PST               | 52     | PST (sem coligação)                                  | 37.998    | 1,22%      |
| Tasso Gouveia PSD                 | Celso César Cima PSD             | 41     | PSD (sem coligação)                                  | 25.810    | 0,80%      |
| Fontes:                           |                                  |        |                                                      |           |            |

### Segundo turno
Segundo o Tribunal Superior Eleitoral, houve 3.366.454 votos nominais.
| Candidatos a governador do estado | Candidatos a vice-governador     | Número | Coligação                                            | Votação   | Percentual |
| --------------------------------- | -------------------------------- | ------ | ---------------------------------------------------- | --------- | ---------- |
| Roberto Requião PMDB              | Mário Pereira PMDB               | 15     | Movimento Democrático Trabalhista (PMDB, PMN, PTdoB) | 1.877.282 | 55,77%     |
| José Carlos Martinez PRN          | Augusto de Oliveira Carneiro PFL | 36     | Novo Paraná (PRN, PFL, PDC, PSC)                     | 1.489.172 | 44,23%     |
| Fontes:                           |                                  |        |                                                      |           |            |

## Resultado da eleição para senador
Dados referentes apenas aos candidatos vencedores fornecidos pelo Tribunal Superior Eleitoral.
| Candidatos a senador da República  | Candidatos a suplente de senador                           | Número | Coligação                                                             | Votação   | Percentual |
| ---------------------------------- | ---------------------------------------------------------- | ------ | --------------------------------------------------------------------- | --------- | ---------- |
| José Eduardo de Andrade Vieira PTB | Luís Alberto de Oliveira PTB Jorge Mathias Júnior PTB      | 141    | Aliança Trabalhista Democrática -União do Paraná (PTB, PDS, PST, PTR) | 1.035.846 | 38,73%     |
| Tony Garcia PRN                    | Emil Sfair - José Bento Vidal -                            | 361    | Novo Paraná (PRN, PDC, PSC)                                           | 690.350   | 25,81%     |
| Maurício Fruet PSDB                | Pedro Muffato PSDB Nelson Guimaraes Vasconcelos -          | 451    | Frente Paraná Democrático (PSDB, PCB, PCdoB)                          | 322.001   | 12,04%     |
| Paulo Pimentel PFL                 | Santos Filho PFL Dionisio Dal-Prá PFL                      | 251    | PFL (sem coligação)                                                   | 289.945   | 10,84%     |
| Waldyr Pugliesi PMDB               | Heitor Wallace de Mello e Silva - José Romualdo Lorenzon - | 151    | Movimento Democrático Trabalhista (PMDB, PMN, PTdoB)                  | 129.835   | 4,86%      |
| Edson Carlos Pereira de Sá PSB     | Álvaro Rodrigues de Lima - Hatsuyo Ota -                   | 401    | Frente Brasil Popular (PT, PSB)                                       | 102.668   | 3,84%      |
| Tadeu França PDT                   | Arno Wartha PDT -                                          | 121    | PDT (sem coligação)                                                   | 56.746    | 2,12%      |
| Marilza Tavares Martinelli PSD     | Denise Regina Pugsley Gouvêa PSD -                         | 411    | PSD (sem coligação)                                                   | 46.953    | 1,75%      |
| Fontes:                            |                                                            |        |                                                                       |           |            |

## Deputados federais eleitos
São relacionados os candidatos eleitos com informações complementares da Câmara dos Deputados.

Representação eleita
  PRN: 8
  PMDB: 7
  PSDB: 4
  PFL: 4
  PT: 3
  PTB: 2
  PDT: 2

Fonteː
| Número  | Deputados federais eleitos | Partido | Votação | Percentual | Cidade onde nasceu | Unidade federativa |
| 3610    | Max Rosenmann              | PRN     | 58.676  |            | Curitiba           | Paraná             |
| 3650    | Pinga Fogo                 | PRN     | 58.474  |            | Monte Sião         | Minas Gerais       |
| 4525    | Wilson Moreira             | PSDB    | 54.332  |            | Uberaba            | Minas Gerais       |
| 3636    | Renato Johnsson            | PRN     | 50.029  |            | Curitiba           | Paraná             |
| 3666    | Otto Cunha                 | PRN     | 49.054  |            | Ponta Grossa       | Paraná             |
| 1585    | Said Ferreira              | PMDB    | 41.947  |            | Dois Córregos      | São Paulo          |
| 3611    | Antônio Bárbara            | PRN     | 41.112  |            | Maringá            | Paraná             |
| 1590    | Delcino Tavares            | PMDB    | 37.508  |            | Joaquim Távora     | Paraná             |
| 3644    | Luciano Pizzatto           | PRN     | 35.726  |            | Curitiba           | Paraná             |
| 3612    | Basílio Villani            | PRN     | 34.337  |            | Bauru              | São Paulo          |
| 3601    | Ratinho                    | PRN     | 33.887  |            | Águas de Lindoia   | São Paulo          |
| 2502    | Ivânio Guerra              | PFL     | 32.267  |            | Soledade           | Rio Grande do Sul  |
| 2526    | Antônio Ueno               | PFL     | 31.798  |            | Uraí               | Paraná             |
| 2555    | Werner Wanderer            | PFL     | 31.716  |            | Concórdia          | Santa Catarina     |
| 1501    | Carlos Scarpelini          | PMDB    | 31.440  |            | Apucarana          | Paraná             |
| 1314    | Pedro Tonelli              | PT      | 30.959  |            | Encantado          | Rio Grande do Sul  |
| 2577    | Reinhold Stephanes         | PFL     | 29.973  |            | Porto União        | Santa Catarina     |
| 1505    | Antônio Romero Filho       | PMDB    | 29.710  |            | Umuarama           | Paraná             |
| 1515    | Luiz Carlos Hauly          | PMDB    | 28.823  |            | Cambé              | Paraná             |
| 4590    | Rubens Bueno               | PSDB    | 28.319  |            | Sertanópolis       | Paraná             |
| 1503    | Homero Oguido              | PMDB    | 25.789  |            | Londrina           | Paraná             |
| 1470    | Matheus Iensen             | PTB     | 24.631  |            | Apucarana          | Paraná             |
| 1415    | Onaireves Moura            | PTB     | 24.240  |            | Chapecó            | Santa Catarina     |
| 4548    | Flávio Arns                | PSDB    | 23.678  |            | Curitiba           | Paraná             |
| 1522    | Joni Varisco               | PMDB    | 20.148  |            | Cascavel           | São Paulo          |
| 1299    | Élio Dalla Vecchia         | PDT     | 18.139  |            | Guarapuava         | Paraná             |
| 1211    | Edi Siliprandi             | PDT     | 17.317  |            | Constantina        | Rio Grande do Sul  |
| 4567    | Paulo Munhoz da Rocha      | PSDB    | 17.180  |            | Curitiba           | Paraná             |
| 1303    | Edésio Passos              | PT      | 12.644  |            | Curitiba           | Paraná             |
| 1390    | Paulo Bernardo             | PT      | 9.644   |            | São Paulo          | São Paulo          |
| Fontes: |                            |         |         |            |                    |                    |

## Deputados estaduais eleitos
Na disputa pelas 54 vagas da Assembleia Legislativa do Paraná.

Representação eleita
  PMDB: 16
  PRN: 10
  PDT: 6
  PFL: 6
  PTB: 5
  PSDB: 5
  PT: 3
  PL: 2
  PSB: 1

Fontesː
| Deputados estaduais eleitos   | Partido | Votação | Cidade onde nasceu       | Unidade federativa |
| Luiz Carlos Alborghetti       | PRN     | 85.993  | Andradina                | São Paulo          |
| Carlos Xavier Simões          | PMDB    | 37.216  | Verê                     | Paraná             |
| Aragão de Mattos Leão Filho   | PMDB    | 28.381  | Inácio Martins           | Paraná             |
| José Afonso Júnior            | PMDB    | 24.577  | Santo Antônio da Platina | Paraná             |
| Cezar Silvestri               | PDT     | 22.010  | Guarapuava               | Paraná             |
| Orlando Pessuti               | PMDB    | 21.731  | Califórnia               | Paraná             |
| Luiz Carlos Caito Quintana    | PMDB    | 21.456  | Santo Augusto            | Rio Grande do Sul  |
| Erondy Silvério               | PTB     | 20.083  | Guarapuava               | Paraná             |
| Djalma de Almeida César       | PMDB    | 20.077  | Piracicaba               | São Paulo          |
| Antônio Costenaro Neto        | PFL     | 19.171  | Sertanópolis             | Paraná             |
| Aníbal Khury                  | PTB     | 18.537  | Curitiba                 | Paraná             |
| Arlindo Adelino Troian        | PRN     | 18.159  | São Francisco de Paula   | Rio Grande do Sul  |
| Renato Guimarães Adur         | PMDB    | 18.038  | São Mateus do Sul        | Paraná             |
| João Batista de Arruda        | PFL     | 18.000  | Presidente Prudente      | São Paulo          |
| Dobradino Gustavo da SIlva    | PMDB    | 17.824  | Tubarão                  | Santa Catarina     |
| Valdir Rossoni                | PRN     | 17.690  | Palmas                   | Paraná             |
| Emília Belinati               | PDT     | 17.393  | Londrina                 | Paraná             |
| Geraldo Cartário Ribeiro      | PDT     | 16.951  | Porto                    | Portugal           |
| Rafael Greca                  | PDT     | 16.792  | Curitiba                 | Paraná             |
| Nilton Roberto Barbosa        | PMDB    | 16.780  | Cruzeiro do Oeste        | Paraná             |
| Severino Félix Pessoa         | PMDB    | 16.623  | Limoeiro                 | Pernambuco         |
| Neivo Antônio Beraldin        | PMDB    | 16.277  | Erechim                  | Rio Grande do Sul  |
| Dirceu Silveira Manfrinato    | PMDB    | 15.901  | Bauru                    | São Paulo          |
| José Durval Mattos do Amaral  | PMDB    | 15.840  | Londrina                 | Paraná             |
| Antônio Annibelli             | PSDB    | 15.813  | São Paulo                | São Paulo          |
| Luiz Carlos Martins Gonçalves | PMDB    | 15.618  | Bilac                    | São Paulo          |
| Édson Silva Lino              | PMDB    | 14.497  | Jaboti                   | Paraná             |
| Domingos Faustino de Carvalho | PRN     | 14.991  | Sertanópolis             | Paraná             |
| Élio Lino Rusch               | PFL     | 15.467  | Crissiumal               | Rio Grande do Sul  |
| Algaci Tulio                  | PDT     | 14.465  | Rio Branco do Sul        | Paraná             |
| Cleiton Bordini Crisóstomo    | PMDB    | 14.460  | Curitiba                 | Paraná             |
| Basílio Zanusso               | PFL     | 14.422  | José Bonifácio           | São Paulo          |
| José Alves dos Santos         | PTB     | 13.943  | São Paulo                | São Paulo          |
| Antônio Toti Colaço Vaz       | PSDB    | 13.781  | Irati                    | Paraná             |
| Albino Corazza Neto           | PDT     | 13.766  | Espumoso                 | Rio Grande do Sul  |
| José Colombino Grassano       | PL      | 13.161  | Itamogi                  | Minas Gerais       |
| Heinz Georg Herwig            | PSDB    | 12.426  | Blumenau                 | Santa Catarina     |
| Lourenço Fregonese            | PRN     | 12.121  | Curitiba                 | Paraná             |
| João Falavinha Iensen         | PTB     | 12.049  | Faxinal                  | Paraná             |
| Nelson Garcia                 | PRN     | 12.032  | Rolândia                 | Paraná             |
| Nelson Justus                 | PRN     | 11.805  | Curitiba                 | Paraná             |
| Ademar Luiz Traiano           | PRN     | 11.659  | Francisco Beltrão        | Paraná             |
| José Artur Ricci              | PRN     | 11.654  | Santo Antônio da Platina | Paraná             |
| Ovídio José Constantino       | PT      | 11.644  | Ituporanga               | Santa Catarina     |
| Luiz Antônio Penteado Setti   | PTB     | 11.516  | São Paulo                | São Paulo          |
| Dalton Machuca                | PL      | 11.507  | Ponta Grossa             | Paraná             |
| Duílio Genari                 | PFL     | 11.317  | Veranópolis              | Rio Grande do Sul  |
| Hermas Brandão                | PSDB    | 11.298  | Campinas                 | São Paulo          |
| Antônio Carlos de Campos      | PRN     | 11.157  | Paranavaí                | Paraná             |
| Plauto Miró                   | PFL     | 11.107  | Ponta Grossa             | Paraná             |
| Alceu Antônio Swarowski       | PSDB    | 10.375  | Rio Negro                | Paraná             |
| Ernani Pudell                 | PT      | 10.372  | Toledo                   | Paraná             |
| Dr. Rosinha                   | PT      | 6.384   | Rolândia                 | Paraná             |
| Paulo Maia de Oliveira        | PSB     | 6.064   | Jacobina                 | Bahia              |
| Fontes:                       |         |         |                          |                    |